# Dear One
Dear One è una canzone di George Harrison dell'album Thirty-Three & 1/3 (1976).

## Il brano

### Composizione e registrazione
Il brano venne composto nel 1976, in una vacanza alle Isole Vergini, poco prima di iniziare la produzione di Thirty-Three & 1/3. È dedicata a Paramahansa Yogananda, di cui tratta il testo, autore del libro Autobiografia di uno yogi; mentre George Harrison era in India nel 1966, una copia di esso gli venne data dal fratello di Ravi Shankar, e, dal quel momento, il chitarrista iniziò a leggere ogni libro di sipiritualità indiano che riusciva a trovare, per cui, nella sua autobiografia, I, Me, Mine (1980), ha giudicato l'autobiografia del mistico indiano come una grande influenza sulla sua vita.
Le sessions per Thirty-Three & 1/3 si svolsero, sotto la produzione dell'ex-beatle tra il 24 maggio al 13 settembre 1976 al F.P.S.H.O.T., lo studio personale di Harrison, situato in un'ala del suo castello a Friar Park, Henley-on-Thames. Su Dear One, Harrison suona tutti gli strumenti, al di fuori delle parti d'organo di Richard Tee.

### Pubblicazione ed accoglienza
Pubblicato nella seconda metà di novembre 1976 dalla Dark Horse Records, Thirty-Three & 1/3 presenta Dear One come seconda traccia, tra Woman Don't You Cry for Me e Beautiful Girl, ambedue iniziate nel 1969. Malgrado le ottime critiche, che tendevano a considerlarlo come il miglior album di George Harrison dai tempi di All Things Must Pass (1970), l'LP ebbe, relativamente, mediocre successo. Il 33 giri presentava, oltre questa, altre due canzoni dedicate espressamente ad una persona: See Yourself, anch'essa a Paramahansa Yogananda, e Learning How to Love You, ad Herb Alpert. Questo brano non venne mai pubblicato su nessun'altra pubblicazione al di fuori del box-set The Dark Horse Years 1976-1992 (2004), contenente tutti i suoi album per l'etichetta usciti in quei sedic'anni.
Kit O'Toole, del sito Blog Critics, ha affermato che Dear One cambia atmosfera dalla traccia d'apertura, Woman Don't You Cry for Me; inoltre, ha scritto anche che questo "bellissimo inno" mostra il lato spirituale di Harrison e che poteva provenire da All Things Must Pass.

## Formazione
- George Harrison: voce, cori, chitarre acustiche, sintetizzatori, hit-hats, shaker
- Richard Tee: organo[7]